# Kent Johansson (Politiker)

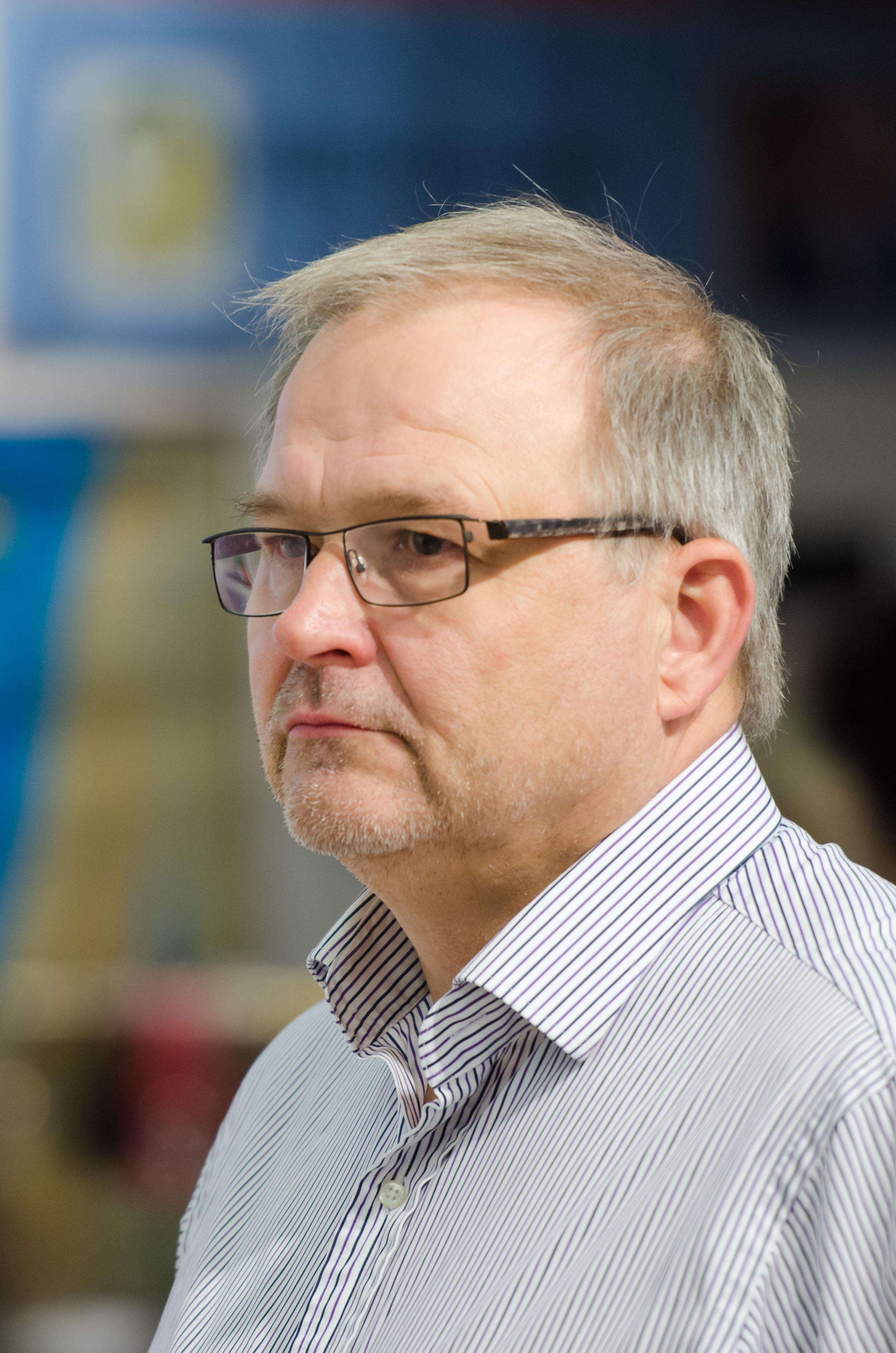
Kent Johansson (2012)

Gösta Kent-Olof Johansson (* 27. Dezember 1951 in Händene, Gemeinde Skara) ist ein schwedischer Politiker der Centerpartiet.
Seit dem 21. Oktober 2011 sitzt er als Nachrücker für die ausgeschiedene Lena Ek im Europäischen Parlament. Dort gehört er dem Ausschuss für Industrie, Forschung und Energie sowie dem Vorstand der ALDE-Fraktion an. Ferner war er stellvertretender Vorsitzender der Delegation des gemischten Parlamentarischen Ausschusses EU-Kroatien, welche mit dem Beitritt Kroatiens zur Europäischen Union am 1. Juli 2013 aufgelöst wurde.